# Bisdom Eluru
Het bisdom Eluru (Latijn: Dioecesis Eluruensis) is een rooms-katholiek bisdom met als zetel Eluru, in India. Het bisdom is suffragaan aan het aartsbisdom Visakhapatnam. 

## Geschiedenis
Het bisdom werd opgericht op 9 december 1976, uit delen van het bisdom Vijayawada.

## Parochies
Het bisdom had in 2021 een oppervlakte van 6.800 km2 en telde 9.378.900 inwoners waarvan 4,0% rooms-katholiek was.

## Bisschoppen
- John Mulagada (9 december 1976 - 16 augustus 2009)
- Jaya Rao Polimera (13 juni 2013 - heden)

Visakhapatnam (aartsbisdom) · Eluru · Guntur · Nellore · Srikakulam · Vijayawada